# Vojtěch Kubáček
Vojtěch Kubáček (20. ledna 1917 Nové Hvězdlice – 3. října 2010) byl český chirurg, v letech 1973 až 1983 rektor Univerzity Jana Evangelisty Purkyně v Brně.

## Život
Narodil se v roce 1917 v Nových Hvězdlicích. V letech 1929 až 1937 studoval na reálném gymnáziu v Brně. V roce 1937 zahájil studium na Lékařské fakultě Masarykovy univerzity, ale kvůli uzavření českých vysokých škol nacisty v listopadu 1939 nemohl ve studiu pokračovat. V letech 1940 až 1941 tak absolvoval abiturientský kurz při obchodní akademii. V srpnu 1941 byl nacisty zatčen za protinacistickou činnost a posléze byl do roku 1943 vězněn, a to v Kounicových kolejích, na Mírově, ve Vratislavi a v Brně Pod kaštany. Na svobodu byl propuštěn v září 1943, kdy byl totálně nasazen až do osvobození Československa a konce druhé světové války.
Po konci války tak mohl opět zahájit studium medicíny na Masarykově univerzitě, které úspěšně dokončil v roce 1947. V letech 1947 až 1951 poté působil jako všeobecný chirurg v Hybešově nemocnici v Brně, k roku 1948 udává své bydliště na Nerudově ulici. V roce 1951 začal působit na nově vzniklém Státním ústavu plastické chirurgie v Brně-Králově Poli, kde se stal zástupcem přednosty ústavu a také prvním asistentem při nově vzniklé chirurgické klinice ústavu. V roce 1961 se stal kandidátem věd, v roce 1963 se habilitoval a v tomtéž roce se stal přednostou kliniky plastické chirurgie, na níž začal působit ještě v roce 1958. V letech 1967 až 1984 působil jako vedoucí Katedry plastické chirurgie LF MU (v roce 1984 poté skončil také jako přednosta kliniky). V roce 1968 byl jmenován mimořádným profesorem. V roce 1973 se stal rektorem Masarykovy univerzity a v roce 1975 se poté stal doktorem medicínských věd a řádným profesorem. Ve funkci rektora skončil v roce 1983, kdy jej nahradil historik Bedřich Čerešňák. Po sametové revoluci bylo jeho působení ve funkci rektora hodnoceno spíše kladně, přičemž jeho nástup do funkce měl předznamenat ústup normalizačních podmínek na univerzitě. Vedle toho je velmi pozitivně hodnocen jeho přínos pro českou i světovou chirurgii.
Byl držitelem celé řady různých vyznamenání. V roce 1947 obdržel Československou medaile za zásluhy I. stupně a Pamětní odznak II. národního odboje Za věrnost. V roce 1967 mu poté socialistický režim udělil ocenění Za zásluhy o výstavbu, v roce 1970 Cenu osvobození města Brna za jeho práci s názvem Rekonstrukční chirurgie ruky, v roce 1975 Medaili Jana Evangelisty Purkyně, v roce 1977 Řád práce a konečně v roce 1978 také Národní cenu ČSR.
V letech 1984 až 1989 působil Kubáček jako profesor konzultant. V průběhu své kariéry byl členem několika odborných a zájmových organizací, jmenovitě České chirurgické společnosti, České společnosti plastické chirurgie a Mezinárodní společnosti plastické a rekonstrukční chirurgie. Zemřel v říjnu 2010.